# 가해자 완전책임
|                                                      |
| 불법행위법                                           |
| 영미법 시리즈                                        |
| 과실                                                 |
| 주의의무 · 주의기준                                  |
| 근인 · 사실추정의 원칙                               |
| 과실계산 · 가해자 완전책임                           |
| 과실의 정신적 가해행위                               |
| 구조원칙 · 구조의무                                  |
| 법률상 불법행위                                      |
| 제조물책임법 · 고위험 행위                           |
| 불법침입인 · 승낙출입자 · 고객                       |
| 유인적 위험물                                        |
| 재산관련 불법행위                                    |
| 불법침해 · 컨버전                                    |
| 압류동산회복소송 · 동산점유회복소송 · 횡령물회복소송 |
| 유해물                                               |
| 근린방해 · 라일랜즈 대 플레처 판결                   |
| 의도적 불법행위                                      |
| 폭행위협 · 폭행 · 불법감금                           |
| 정신적 피해                                          |
| 승낙 · 필요 · 자기방어                               |
| 명예관련 불법행위                                    |
| 명예훼손 · 사생활 침해                               |
| 신뢰훼손 · 절차악용                                  |
| 악의적 기소                                          |
| 경제적 불법행위                                      |
| 사기 · 불법적 간섭                                   |
| 음모 · 영업방해                                      |
| 의무, 변론, 구제방법                                 |
| 상대적 과실과 과실 기여                              |
| 명백한 회피 기회 원칙                                |
| 상급자책임 · 동의는 권리침해 성립을 조각             |
| 패륜적 계약에서 채권발생 없다                        |
| 손해배상 · 금지명령                                  |
| 영미법                                               |
| 미국의 계약법 · 미국의 재산법                        |
| 미국의 유언신탁법                                    |
| 미국의 형법 · 미국의 증거법                          |

가해자 완전책임(加害者 完全責任, Eggshell skull)은 계란껍질 두개골이라는 이름으로 불리는 영미법 불법행위법의 법리이다. 가해자가 저지른 불법행위로 인한 피해의 전부를 가해자가 책임지는 것으로 피해자가 비정상적으로 피해가 심한 것은 고려하지 않는다. 예를 들어 가해자가 피해자의 머리를 살짝 쳤는데 피해자 두개골 계란껍질처럼 약한 나머지, 깨져서 사망하였다면 가해자는 사망에 대한 배상책임을 지는 것이다.

## 판례
- Smith v. Leech Brain & Co., [1962] 2 QB 405.
- Vosburg v. Putney, 80 Wis. 523, 50 N.W. 403 (Wis., 1891)